# Список війн за участю Японії
У цій статті наведено неповний перелік основних війн та збройних конфліктів за участю Японії, японського народу або регулярної японської армії в періоди коли існували японські держави від античності до наших днів.
В переліку вказана назва конфлікту, дата, воюючі сторони, і його результат.
      Перемога Японії
      Поразка Японії
      Інший результат (Мирний договір або невизначений результат, статус кво, результат громадянської війни, невідомий результат)
      Незавершений конфлікт

## Період Дземон
Нижче наведено перелік війн періоду Дземон
| Дата                 | Конфлікт                           | Перша сторона         | Друга сторона        | Результат                 |
| -------------------- | ---------------------------------- | --------------------- | -------------------- | ------------------------- |
| VI століття до н. е. | Східна експедиція Імператора Дзіму | Сили Імператора Дзіму | Сили місцевих вождів | Перемога Імператора Дзіму |

## Період Яей
Нижче наведено перелік війн періоду Яей
| Дата                 | Конфлікт | Перша сторона    | Друга сторона    | Результат                                                                                 |
| -------------------- | -------- | ---------------- | ---------------- | ----------------------------------------------------------------------------------------- |
| VI століття до н. е. | Війна Ва | Сили різних Яеїв | Сили різних Яеїв | - Створення єдиної Японської держави. - Консолідація вождівств. - Хіміко стала королевою. |

## Період Ямато
Нижче наведено перелік війн періоду Ямато
| Дата         | Конфлікт                    | Перша сторона    | Друга сторона         | Результат |
| ------------ | --------------------------- | ---------------- | --------------------- | --- |
| III століття | Експедиція Імператриці Янгу | Ямато            | Сілла                 | Перемога - Три корейські держави виплачують данину Ямато.                                                                   |
| 391-404 роки | Ямато-Корейська війна       | Ямато Гайя       | Три корейські держави | Поразка - Війська Ямато вийшли зі столиці Сілли та програли Битву при Пхеньяні. - Війська Гайї знову зайняли столицю Сілла. |
| 675 рік      | Дзінсінська війна           | Сили Принца Оями | Сили Принца Отомо     | - Перемога Принца Оями. - Смерть Принца Отомо.                                                                              |

## Період Нара
Нижче наведено перелік війн періоду Нара
| Дата         | Конфлікт                  | Перша сторона              | Друга сторона | Результат                                                                                     |
| ------------ | ------------------------- | -------------------------- | ------------- | --------------------------------------------------------------------------------------------- |
| 770-811 роки | Тридцятивосьмилітня війна | Сили Імператорського двору | Еміші         | Перемога - Смерть вождя Атеруї. - Більшість племен Еміші ввійшли до складу Японської Держави. |

## Період Хейан
Нижче наведено перелік війн періоду Хейан
| Дата          | Конфлікт            | Перша сторона                    | Друга сторона | Результат                                                                                             |
| ------------- | ------------------- | -------------------------------- | ------------- | --- |
| 770-811 роки  | Дзенкунінська війна | Сили Імператорського двору       | Абе           | Перемога                                                                                              |
| Бл. 1083—1089 | Госаннінська війна  | Клан Мінамото Північна Фудзівара | Клан Кійохара | Перемога Мінамото та Північної Фудзівари - Північна Фудзівара стає володарем територій клану Кійохара |
| 1180-1185     | Семпайська війна    | Клан Мінамото                    | Клан Тайра    | Перемога Мінамото - Смерть Імператора Антоку - Створення Камакури як самостійної держави              |

## Період Камакура
Нижче наведено перелік війн періоду Камакура
| Дата           | Конфлікт                              | Перша сторона | Друга сторона           | Результат                      |
| -------------- | ------------------------------------- | ------------- | ----------------------- | ------------------------------ |
| 1221           | Дзьокюйська війна                     | Камакура      | Сили Імператора Го-Тоби | Перемога Камакури              |
| 1274 рік       | Перше Монгольське вторгнення в Японію | Камакура      | Монгольська імперія     | Перемога                       |
| 1281 рік       | Друге Монгольське вторгнення в Японію | Камакура      | Монгольська імперія     | Перемога                       |
| 1331-1333 роки | Генкойська війна                      | Камакура      | Сили Імператора Го-Тоби | Поразка Імператорського двору. |

## Період Муроматі
Нижче наведено перелік війн періоду Муроматі
| Дата           | Конфлікт           | Перша сторона | Друга сторона              | Результат            |
| -------------- | ------------------ | ------------- | -------------------------- | -------------------- |
| 1419 рік       | Оейське вторгнення | Цусіма        | Чосон                      | Перемога             |
| 1467-1477 роки | Онінська війна     | Клан Хасокава | Сегунат Ашікага Клан Ямана | Безвихідне положення |

## Період Адзуті-мойома
Нижче наведено перелік війн періоду Адзуті-мойома
| Дата           | Конфлікт        | Перша сторона | Друга сторона     | Результат |
| -------------- | --------------- | ------------- | ----------------- | --------- |
| 1592-1598 роки | Імдінська війна | Японія        | Чосон Імперія Мін | Поразка   |

## Період Едо
Нижче наведено перелік війн періоду Едо
| Дата           | Конфлікт                    | Перша сторона                        | Друга сторона                                                                           | Результат |
| -------------- | --------------------------- | ------------------------------------ | --------------------------------------------------------------------------------------- | --- |
| 1609 рік       | Японське вторгнення в Рюккю | Сацума                               | Королівство Рюккю                                                                       | Перемога - Рюккю стає вассалом Японії.                                                                         |
| 1637-1638 роки | Сімабарське повстання       | Сегунат Токугава Голландська імперія | Селянські Християни повстанці Роніни                                                    | Перемога влади - Політика національної замкнутості стає офіційною в Японії. - Християнство загнано в підпілля. |
| 1863 рік       | Бомбардування Когосіми      | Домініон Сацума                      | Британська імперія                                                                      | Безвихідне становище                                                                                           |
| 1863 рік       | Семоносекська кампанія      | Тйосю                                | Британська імперія Голландська імперія Друга французька імперія Сполучені Штати Америки | Поразка |
| 1866 рік       | Літня війна                 | Тйосю                                | Сегунат Токугава Домен Айдзу                                                            | Перемога Тйосю                                                                                                 |

## Японська імперія
Нижче наведено перелік війн за участю Японської імперії
| Дата           | Конфлікт                                                       | Перша сторона | Друга сторона | Результат |
| -------------- | -------------------------------------------------------------- | --- | --- | --- |
| 1868-1869 роки | Війна Босін                                                    | Імператорський уряд Британська імперія | Самурайська опозиція Друга французька імперія                                                                            | Перемога Імператора - Кінець Сегунату Токугава - Становлення Японської імперії.                                             |
| 1877 рік       | Південно-західна війна                                         | Японська імперія | Клан Суціма | Перемога Імператора |
| 1894–1895 роки | Перша Японсько-Китайська війна                                 | Японська імперія | Імперія Цін | Перемога |
| 1894–1895 роки | Японська окупація о.Тайвань (1895)                             | Японська імперія | Республіка Тайвань | Перемога |
| 1899-1901 роки | Боксерське повстання                                           | Японська імперія Британська імперія Російська імперія Франція Сполучені Штати Америки Німецька імперія Австро-Угорщина Італія Королівство Італія | Спільнота праведної гармонії · Імперія Цін                                                                               | Перемога |
| 1904-1905 роки | Російсько-Японська війна                                       | Японська імперія | Російська імперія Князівство Чорногорія                                                                                  | Перемога |
| 1914-1918 роки | Перша світова війна                                            | Франція Британська імперія Російська імперія США Сполучені Штати Америки Китай Королівство Італія Японська імперія Канада Австралія Нова Зеландія Британська Індія Південно-Африканський союз Сербське князівство Румунське королівство Бельгія Греція Португалія Бразилія | Німецька імперія Австро-Угорщина Османська імперія Королівство Болгарія                                                  | Перемога |
| 1918-1922 роки | Сибірська інтервенція                                          | Японська імперія · Зелений Клин · Бурят-Монголія · Британська імперія · Друга французька імперія · Сполучені Штати Америки · Королівство Італія · Друга Річ Посполита · Китай · Чехословаччина · Білий Рух                                                                 | Російська Радянська Федеративна Соціалістична Республіка · Далекосхідна республіка · Монгольські комуністи               | Поразка - Сибір опинився під контролем Більшовиків                                                                          |
| 1931-1932 роки | Японське вторгнення в Маньчжурію                               | Японська імперія | Китай | Перемога |
| 1932-1941 роки | Японсько-Радянський прикордонний конфлікт - Бої на Халхин-Голі | Японська імперія Маньчжоу-го | Союз Радянських Соціалістичних Республік Монголія                                                                        | Поразка |
| 1935-1937 рік  | Боротьба Внутрішньої Монголії за незалежність                  | Японська імперія Рух за звільнення Внутрішньої Монголії Маньчжоу-го | Китай | Поразка |
| 1937-1941 роки | Друга Японсько-Китайська війна (Частина Другої Світової Війни) | Японська імперія | Китай | Поразка - Перемога Китаю при підтримці союзників. - Продовження громадянської війни                                         |
| 1940 рік       | Японська окупація французького Індокитаю                       | Японська імперія | Франція | Перемога |
| 1941-1945 роки | Друга Світова Війна                                            | Японська імперія Третій Рейх Королівство Італія СРСР (1939—1941) Таїланд | Сполучені Штати Америки СРСР (1941—1945) Британська імперія Франція Китай Друга Річ Посполита Данія Королівство Норвегія | Поразка - Занепад Японської імперії - Створення ООН - Провідними країнами світу стають США та СРСР - Початок Холодної війни |
| 1945 рік       | Радянсько-Японська війна (1945)                                | Японська імперія | СРСР | Поразка |
| 1945 рік       | Радянське вторгнення в Маньчжурію                              | Японська імперія | СРСР | Поразка |
| 1945-1946 роки | Операція Мастердом                                             | Японська імперія Британська імперія Франція | В'єтмінь | Поразка |
| 1975           | Dhaka Conflict                                                 | Japan Bangladesh | Terrorists | Victory |
| 1976           | Dhaka Conflict                                                 | Japan Bangladesh | Terrorists | Victory |
| 1978           | Dhaka Conflict                                                 | Japan Bangladesh | Terrorists | Victory |
| 1992           | Dhaka Conflict                                                 | Japan Bangladesh | Terrorists | Victory |
| 1995           | Dhaka Conflict                                                 | Japan Bangladesh | Terrorists | Victory |

## Сучасна Японія
Нижче наведено перелік війн за участю сучасної Японії. Варто зазначити, що юридично Японія залишається імперією досі.
| Дата                 | Конфлікт                  | Перша сторона | Друга сторона                                                                                                   | Результат             |
| -------------------- | ------------------------- | --- | --- | --------------------- |
| 2003-2008 роки       | Війна в Іраку             | США Велика Британія Південна Корея Італія Польща Австралія Україна Грузія Нідерланди Іспанія Естонія Японія                                                                  | Баас Армія Магді Ісламська держава Ірак і Левант Ансар аль-Іслам Аль-Каїда Хізбалла Робітнича партія Курдистану | Перемога              |
| 2009 рік-по сьогодні | Операція «Океанський щит» | Японія Сомалі НАТО Австралія Китай Колумбія Індія Індонезія Малайзія Нова Зеландія Оман Пакистан Росія Саудівська Аравія Сейшельські острови Сінгапур Південна Корея Україна | Сомалійські пірати                                                                                              | Незавершений конфлікт |